# Fortune Faded
«Fortune Faded» — песня американской рок-группы Red Hot Chili Peppers, сингл из сборника Greatest Hits. Песня, наряду с «Save the Population» (ещё один трек из Greatest Hits), была записана на студии The Mansion и спродюсирована Риком Рубином.
Один из би-сайдов сингла — «Bunker Hill» был записан во время сессий для альбома Californication, в то время как второй — «Escimo», сочинён в период записи By the Way. «Tuesday Night in Berlin» была записана во время джем-сейшна в Берлине, и спродюсирована Эккехардом Элерсом, который добавил звуковые эффекты. В определённый момент Фли начинает играть на трубе, и Джон Фрушанте доигрывает оставшуюся часть песни на басу.
Вторая версия сингла, с синими буквами на обложке, не была выпущена в Великобритании связи с проблемой возникшей в последний момент — запись имела слишком большую длину, из-за этого её нельзя было классифицировать как сингл. По правилам британского хит-парада суммарная продолжительность сингла не должна превышать 20 минут.
«Fortune Faded» была записана для By the Way, Chili Peppers исполняли её на нескольких концертах в 2001 году, однако, припев песни отличался, от той версии, которая попала на сборник Greatest Hits. В период сессий группе не понравилось звучание песни и они отложили её до лучших времён — в итоге она была перезаписана для сборника хитов. После смены припева, музыканты сыграли новую версию песни на нескольких концертах в 2005 году.
Для песни было снято музыкальное видео, однако оно не было включено в сборник Greatest Videos.

## Список композиций
Компакт-диск, версия 1 (2003)
1. «Fortune Faded» (Альбомная версия) — 3:23
2. «Eskimo» (Прежде не издавалась) — 5:31
3. «Bunker Hill» (Прежде не издавалась) — 3:29

Компакт-диск, версия 2 (2003)
1. «Fortune Faded» (Альбомная версия) — 3:23
2. «Californication» (Remixed By Ekkehard Ehlers) — 5:57
3. «Tuesday Night in Berlin» (Концертная запись) — 14:22

## Хит-парады
Высшая позиция:
- #8 (US Modern Rock)
- #16  (Australia)
- #20  (Irish Singles Chart)
- #22  (US Mainstream Rock)
- #11  (UK Singles Chart)
- #1  (UK Rock Chart)